# Zdeněk Mlynář
Pour les articles homonymes, voir Mlynář.
Cet article concerne l'écrivain. Pour le coureur cycliste, voir Zdeněk Mlynář (cyclisme).
Zdeněk Mlynář (Müller) (22 juin 1930, Vysoké Mýto - 15 avril 1997, Vienne) est un intellectuel tchèque qui s'est impliqué dans le combat pour les Droits de l'homme à un moment clé de l'histoire politique des pays d'Europe centrale. 

## Biographie
Il est l'auteur de Vers une organisation politique démocratique de la société publié le 5 mai 1968 et d'une chronique autobiographique des événements du Printemps de Prague et de l'invasion des troupes du Pacte de Varsovie qui y a mis fin, publiée à Vienne puis en anglais sous le titre Nightfrost in Prague: The End of Humane Socialism.
Il est l'un des rédacteurs de la Charte 77.

## Sources
- (en) Richard J Crampton, Eastern Europe in the twentieth century and after, London New York, Routledge, 1997, 2e éd., 475 p. (ISBN 978-0-415-16423-8, OCLC 490419587, lire en ligne).
- (en) Gale Stokes (éditeur), From Stalinism to Pluralism : A Documentary History of Eastern Europe Since 1945, New York, Oxford University Press, 4 avril 1996, 2e éd., 304 p. (ISBN 978-0-19-509446-6, OCLC 805728880)